# Bibasis oedipodea
Bibasis oedipodea is een vlinder uit de familie van de dikkopjes (Hesperiidae). De wetenschappelijke naam van de soort is voor het eerst geldig gepubliceerd in 1820 door William Swainson. Deze soort wordt wel tot de Burara-soortengroep gerekend.